# Niedomice
Niedomice – wieś w Polsce położona w województwie małopolskim, w powiecie tarnowskim, w gminie Żabno.

## Położenie
Niedomice leżą na prawym brzegu Dunajca, na Nizinie Nadwiślańskiej, na równinie położonej 192 m n.p.m. Przez wieś biegnie droga wojewódzka nr 973 z Tarnowa do Żabna. Niedomice graniczą na południu z Ilkowicami, na północy z Żabnem, a na wschodzie z północną częścią Łęgu Tarnowskiego.
| SIMC    | Nazwa       | Rodzaj    |
| ------- | ----------- | --------- |
| 1051896 | Biała       | część wsi |
| 0838016 | Gródek      | część wsi |
| 1051933 | Koło Błonia | część wsi |
| 0838022 | Osiedle     | część wsi |

## Historia
W latach 1937–1994 we wsi działały Niedomickie Zakłady Celulozy.

W latach 1954–1972 wieś należała i była siedzibą władz gromady Niedomice. W latach 1975−1998 miejscowość administracyjnie należała do województwa tarnowskiego.
We wsi był przystanek kolejowy Niedomice.

## Zabytki
Obiekt wpisany do rejestru zabytków nieruchomych województwa małopolskiego.
- Cmentarz wojenny nr 208.

## Osoby związane z miejscowością
- Ernest Habicht – polski dyplomata pochodzenia niemieckiego.